# 아시아 대학 (일본)
아시아 대학(일본어: 亜細亜大学, Asia University)은 일본 도쿄도 무사시노시에 있는 사립 대학이다.

## 연혁
- 1941년 : 고아 전문학교로 개교
- 1945년 : 일본경제 전문학교로 변경
- 1950년 : 일본경제 단기대학으로 변경
- 1955년 : 아시아 대학으로 변경

## 설치 학부
- 경제학부
- 경영학부
- 법학부
- 국제관계학부
- 도시창조학부